# Желтушка клеверная
Желтушка клеверная, или желтушка соевая (лат. Colias polyographus), — дневная бабочка из рода Colias в составе семейства белянок. Таксон может рассматриваться в ранге самостоятельного вида, либо в качестве подвида Colias erate.

## Ареал
На Дальнем Востоке встречается весьма часто: в Северо-Западной Сибири, бассейне Амура, в южных районах Приморья, Сахалина и Курильских островов, в степях Забайкалья и сравнительно редкий таксон в остепненных районах Центральной Якутии. Распространён также в Японии, Китае, и на полуострове Корея.

## Биология
Бабочки населяют открытые травянистые биотопы. Обычно развивается в двух поколениях за год. в конце мая и в июне и снова в конце июля и в августе-сентябре. Возможно развитие третьего поколения на юге ареала. Гусеницы развиваются на различных видах клевера и вики. В условиях полей бабочки являются обычным таксоном и в некоторые годы могут приносить существенные повреждения посевам сои.